# 食道動力障礙
食道動力障礙（esophageal motility disorder，EMD）是描述食道在動作執行面發生的障礙，症狀包含吞嚥困難、食糜逆流，或是食道痙攣性疼痛。食道動力障礙可大致分為原發性及繼發性，而繼發性通常與其他全身疾病相關，例如硬皮症。

## 分類
本疾病可大致分為原發性及繼發性，其中原發性較為常見，表示疾病源自於食道動力本身。繼發性則表示其與其他疾病相互關聯，例如在硬皮症患者中，有70%會有食道進犯的問題，此類病人的肌肉組織會為纖維組織所取代，並出現膽鹼能神經（cholinergic nerves）功能障礙。

### 原發性

#### 重型
- 食道失遲緩症（Achalasia esophagus）：分為1、2、3型，食道下括約肌鬆弛功能受損，蠕動消失
- 胃食道接口外流阻塞（Esophagogastric junction outflow obstruction）：食道下括約肌鬆弛功能受損，但蠕動正常
- 遠端食道痙攣（英语：Esophageal spasm）（Distal esophageal spasm）：食道下括約肌鬆弛功能正常，但收縮時潛伏期縮短。
- 食道過度收縮（Hypercontractility of the esophagus）：又稱為「胡桃鉗食道」（Nutcracker esophagus），食道下括約肌鬆弛功能正常，且伴有大幅度蠕動收縮

#### 輕型
- 食道無效蠕動（Ineffective esophageal peristalsis）：食道小幅度收縮及蠕動。

### 繼發性
- 重症肌無力、皮肌炎：食道上括約肌壓力低，反覆吞嚥
- 硬皮病、結締組織疾病：食道下括約肌壓力低或無壓力，食道無收縮，平滑肌不蠕動
- 糖尿病：小幅度多峰性食道收縮，食道下括約肌壓力低
- 繼發性食道失遲緩症（Secondary achalasia esophagus）：可能與食道下括約肌腫瘤或南美椎蟲病相關。

## 症狀
常見症狀包含吞嚥困難、胸痛、胃灼熱，以及食糜逆流。不同症狀會隨不同診斷而有變化，例如失弛緩症的患者可能會因吞嚥困難導致體重明顯減輕，而遠端食道痙攣和食道過度收縮這類患者的症狀主要以胸痛表現。
此類疾病所引起的胃灼熱感和食道疼痛有多種成因，包含GERD、縱行肌持續收縮、食道壁缺血、食道黏膜的痛覺受器（如TRPV1和酸感應性離子通道）表達量上升、神經傳導路徑敏感性上升等等。

## 診斷
食道動力障礙的標準診斷是透過高解析度測壓儀進行密集食道壓力測量，並配合彩色等壓線圖。目前原發性食道動力障礙的診斷量尺是透過芝加哥原發性食道動力障礙分類法（Chicago classification of primary esophageal motility disorders）作為標準。近年來，功能性腔道成像探针（Functional lumen imaging probe，FLIP）的技術逐漸發展，可在患者麻醉後進行診斷，因此相關的不適感較少。